# Bridget Johnson
Bridget Johnson (* 20. Jahrhundert) ist eine Filmproduzentin.
Johnson studierte an der University of Wisconsin–Madison und war danach im Kunstbereich in Los Angeles tätig und arbeitete auch für das Museum of Contemporary Art, Los Angeles. Johnson gründete Mitte der 1990er Jahre ihre eigene Filmproduktionsfirma. Zuvor war sie als President of Production für New Regency Productions tätig. Von 1995 bis 1998 war sie President der Firma Gracie Films von James L. Brooks. Ihre erste Tätigkeit im Filmgeschäft war die einer story analyst für Tri-Star Pictures. 1989 wechselte sie zu den Walt Disney Studios.
Johnsons erster Film, bei dem sie als Produzentin in Erscheinung trat, war Besser geht’s nicht aus dem Jahr 1997. Danach war sie noch an Die Eisprinzessin (2005) und Smart People (2008) als Produzentin beteiligt, als Ausführende Produzentin an Unterwegs mit Jungs und Joyride – Spritztour, die beide 2001 erschienen.
Gemeinsam mit Kristi Zea und James L. Brooks war sie bei der Oscarverleihung 1998 für den Film Besser geht’s nicht für den Oscar in der Kategorie Bester Film nominiert. Hinzu kam die Auszeichnungen mit dem OFTA Film Award in der Kategorie Best Comedy/Musical Picture und die Nominierung als Bester Film. 1998 gewann sie auch den Satellite Award in der Kategorie Bester Film – Komödie/Musical. Im gleichen Jahr wurden die drei auch für den Producers Guild of America Award nominiert.